# Jozef (voornaam)

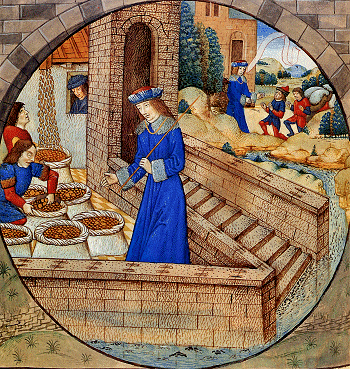
De oudtestamentische patriarch Jozef in de eind-15e-eeuwse Biblia Figurata

Jozef is een voornaam afkomstig uit het Hebreeuws, genoteerd in de Hebreeuwse bijbel als יוֹסֵף, standaard Hebreeuws Yosef, en Tiberiaans Hebreeuws Yôsēp̄. In het Hebreeuws betekent de naam "JHWH moge toevoegen".

## Bekende mensen met de naam Jozef

### Personen uit christendom en jodendom

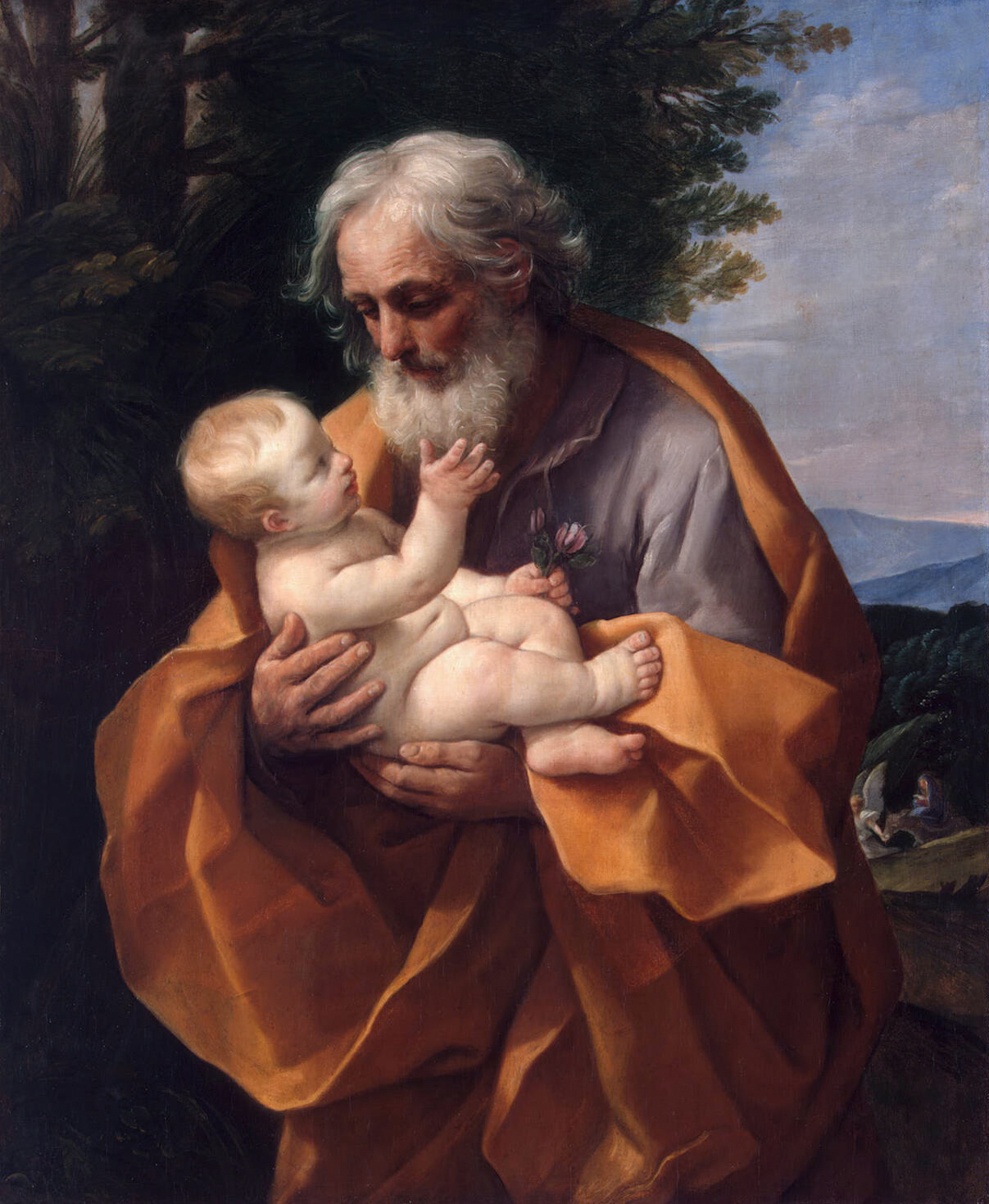
Jozef van Nazareth, stiefvader van Jezus

- Jozef, zoon van aartsvader Jakob, is een van de aartsvaders uit het boek Genesis in de bijbel.
- Jozef van Nazareth of Sint-Jozef is een prominente figuur uit het christendom. In het Nieuwe Testament is hij de man van Maria en de stiefvader van Jezus.
- Jozef van Arimathea, uit het Nieuwe Testament, kreeg het lichaam van Jezus van Pontius Pilatus.
- Jozef ben Ellemus, joodse hogepriester
- Jozef Kajafas, joodse hogepriester
- Jozef ben Kamei, joodse hogepriester
- Jozef Kabi ben Simon, joodse hogepriester
- Josefus (1 Makkabeeën) (Jozef), zoon van Zacharias, genoemd in 1 Makkabeeën.
- Flavius Josephus, joods geschiedschrijver
- De heilige Jozef van Calasanza (1556-1648), de stichter van de Piaristen
- De heilige Jozef Pignatelli S.J. (1737-1811), een jezuïet
- Joseph Alois Ratzinger, paus Benedictus XVI

### Overige personen
- keizer Jozef I (1678-1711) en keizer Jozef II (1741-1790) van het Heilige Roomse Rijk
- Jozef I van Portugal (1750-1777)
- Jozef Adamec
- Jozef Clemens van Beieren (1671-1723), bisschop van Regensburg (1685-1716) en Freising (1685-1694), aartsbisschop en keurvorst van Keulen (1688-1723), prins-bisschop van Luik (1694-1723) en bisschop van Hildesheim (1702-1723)
- Jozef Bonaparte
- Jozef Stalin, leider van de Sovjet-Unie
- maarschalk Josip Tito
- Giuseppe Garibaldi
- maarschalk Joseph Joffre
- Jozef De Veuster
- Josef Strauss
- József Kiprich
- Josip Broz Tito
- Jos Ghysen
- Jos Geysels
- Jos Vandeloo
- Jos Brink
- Josje Huisman
- Jo Cals
- Jo Haazen
- José Carreras
- Jef Cassiers
- Jef Valkeniers
- Jozef Deleu
- Jozef Demaré
- Jozef Vengloš
- Jos Verstappen
- Jef Vermassen

- Jozef
- Jozef-August Opsomer
- Jozef-Frans Van der Hofstadt
- Jozef-Jan Van der Hofstadt
- Jozef-Leopold Van der Hofstadt
- Jozef-Louis Stynen
- Jozef-Maria Heuschen
- Jozef-Xavier Vindevogel
- Jozef (Hebreeuwse Bijbel)
- Jozef (aardsvader)
- Jozef (aartsvader)
- Jozef (stam)
- Jozef (voornaam)
- Jozef (zoon van Jakob)
- Jozef Abelshausen
- Jozef Ackerman
- Jozef Adamec
- Jozef Adamek
- Jozef Adamik
- Jozef Adolf Schmetterling
- Jozef Adámik
- Jozef Alfons Hermans
- Jozef Angelus Van der Donckt
- Jozef Angelus van der Donckt
- Jozef Anton Johan van Oostenrijk
- Jozef Antoni Poniatowski
- Jozef Arbeiderkerk
- Jozef Arbeiderkerk (Huls)
- Jozef Arbeiderkerk (Meerssen)
- Jozef Asselbergh
- Jozef August Schultes
- Jozef August van Oostenrijk
- Jozef Axters
- Jozef Baeckelmans
- Jozef Bal
- Jozef Barzin
- Jozef Bastiaens
- Jozef Beekman
- Jozef Belmans
- Jozef Bessems
- Jozef Bilczewski
- Jozef Bilczweski
- Jozef Bittremieux
- Jozef Blockhuys
- Jozef Boets
- Jozef Bogaerts
- Jozef Bollen
- Jozef Bonaparte
- Jozef Bonaparte II
- Jozef Boon
- Jozef Boons
- Jozef Borreman
- Jozef Bosmans
- Jozef Boutsen
- Jozef Braeckman
- Jozef Brandt
- Jozef Browaeys
- Jozef Brys
- Jozef Camerlynck
- Jozef Cantre
- Jozef Cantré
- Jozef Cardijn
- Jozef Chalmet
- Jozef Chlopicki
- Jozef Chovanec
- Jozef Cleber
- Jozef Clemens van Beieren
- Jozef Clemens van Beieren (1671-1723)
- Jozef Cleymans
- Jozef Clynmans
- Jozef Cochez
- Jozef Coene
- Jozef Conrad
- Jozef Cools
- Jozef Coppens
- Jozef Coppens (hoogleraar)
- Jozef Coppens (politicus)
- Jozef Cornelis
- Jozef Cornelis Van Put
- Jozef Cornielje
- Jozef Coucke
- Jozef Crick
- Jozef Crumpipen
- Jozef Cuylen van 't Goor en Tereecken
- Jozef Cuyvers
- Jozef Cyrankiewicz
- Jozef D'Hoore
- Jozef Daerden
- Jozef Damiaan De Veuster
- Jozef Dauwe
- Jozef David Wijnkoop
- Jozef De Beenhouwer
- Jozef De Borger
- Jozef De Bruycker
- Jozef De Clerck
- Jozef De Cock
- Jozef De Coene
- Jozef De Feyter
- Jozef De Graeve
- Jozef De Jaegere
- Jozef De Keersmaecker
- Jozef De Kesel
- Jozef De Langhe
- Jozef De Ley
- Jozef De Lille
- Jozef De Marré
- Jozef De Mey
- Jozef De Neve
- Jozef De Ridder
- Jozef De Seranno
- Jozef De Veuster
- Jozef De Vogelaere
- Jozef De Voght
- Jozef De Wilde
- Jozef De Witte
- Jozef Deboungne
- Jozef Deleu
- Jozef Delin
- Jozef Demare
- Jozef Demaré
- Jozef Demeyere
- Jozef Depré
- Jozef Deschuyffeleer
- Jozef Deumens
- Jozef Deveuster
- Jozef Devriese
- Jozef Devroe
- Jozef Dietrich
- Jozef Dobbe
- Jozef Dobbelaere
- Jozef Dochy
- Jozef Drubbel
- Jozef Duclos
- Jozef Dupont
- Jozef Elsner
- Jozef Ernest Van Roey
- Jozef Ernest van Roey
- Jozef Fanchamps
- Jozef Fehrenbach
- Jozef Felix Henri Marie Baron van Hovell van Wezeveld en Westerflier
- Jozef Felix Henri Marie Baron van Hövell van Wezeveld en Westerflier
- Jozef Felix Henri Marie van Hovell van Wezeveld en Westerflier
- Jozef Felix Henri Marie van Hövell van Wezeveld en Westerflier
- Jozef Ferdinand Arens
- Jozef Ferdinand van Beieren
- Jozef Ferdinand van Oostenrijk-Toscane
- Jozef Feyaerts
- Jozef Fonteyn
- Jozef Forster
- Jozef Frans Ernst van Hohenzollern-Sigmaringen
- Jozef Frans van Oostenrijk
- Jozef Frans van Portugal
- Jozef Franz van Oostenrijk
- Jozef Frederik Ernst van Hohenzollern-Sigmaringen
- Jozef Frederik Willem van Hohenzollern-Hechingen
- Jozef Fuyen
- Jozef G. Keunen
- Jozef Gabcik
- Jozef Gabčík
- Jozef Garbien
- Jozef Gaspar
- Jozef Gašpar
- Jozef Geefs
- Jozef Geens
- Jozef Geldhof
- Jozef Gezelle
- Jozef Ghyssels
- Jozef Gilis
- Jozef Glemp
- Jozef Goebbels
- Jozef Golawski
- Jozef Goossenaerts
- Jozef Goslawski
- Jozef Grandjean
- Jozef Grimaldi
- Jozef Guislain
- Jozef Habets
- Jozef Haller von Ziegesar
- Jozef Hermans
- Jozef Hertogs
- Jozef Heyligen
- Jozef Hickersberger
- Jozef Hoemaeker
- Jozef Hoene-Wronski
- Jozef Hoevenaar
- Jozef Hofmann
- Jozef Holpert
- Jozef Holthof
- Jozef Holzmann
- Jozef Horenbant
- Jozef Hubert Hermans
- Jozef Hubertus Nicolaas Emile Smeets
- Jozef Hutsebaut
- Jozef Huysmans
- Jozef I
- Jozef I, keizer
- Jozef II
- Jozef II, keizer
- Jozef II (keizer)
- Jozef II van Oostenrijk
- Jozef II van het Heilige Roomse Rijk
- Jozef IJsewijn
- Jozef I (keizer)
- Jozef I van Portugal
- Jozef I van het Heilige Roomse Rijk
- Jozef Ignatius Filips van Hessen-Darmstadt
- Jozef Israels
- Jozef Israelskade
- Jozef Israelstraat
- Jozef Israëls
- Jozef Israëlskade
- Jozef Israëlstraat
- Jozef Israëlstraat (Paramaribo)
- Jozef J. Fanchamps
- Jozef Jan Pompe van Meerdervoort
- Jozef Jan Roppe
- Jozef Jan Teurlinckx
- Jozef Jan Theodor Houba
- Jozef Jan Tuerlinckx
- Jozef Jan Tuerlinckx Bottemane
- Jozef Jankech
- Jozef Janssens
- Jozef Janssens (politicus)
- Jozef Janssens (voetballer)
- Jozef Janssens de Varebeke
- Jozef Jespers
- Jozef Johan Adam van Liechtenstein
- Jozef Jongen
- Jozef Joris
- Jozef Julian Sekowski
- Jozef Kabi ben Simon
- Jozef Kajafas
- Jozef Kaluza
- Jozef Karel Lodewijk van Oostenrijk
- Jozef Kempeneers
- Jozef Keuleers
- Jozef Kindel
- Jozef Kiprich
- Jozef Klaassen
- Jozef Klas
- Jozef Klotz
- Jozef Kluyskens
- Jozef Kovalík
- Jozef Kowalczyk
- Jozef Kowalski
- Jozef Kozlej
- Jozef Kožlej
- Jozef Kreps
- Jozef Kubinyi
- Jozef Laenen
- Jozef Lambrecht
- Jozef Lambrechts
- Jozef Langenus
- Jozef Lantmeeters
- Jozef Lauwerys
- Jozef Lelan
- Jozef Leo Cardijn
- Jozef Lieckens
- Jozef Lies
- Jozef Lievens
- Jozef Lodewijk Maria Mullie
- Jozef Lokere
- Jozef Lootens
- Jozef Louis Frans Marie Bianchi
- Jozef Lucien Bonaparte
- Jozef Lucien Karel Napoleon Bonaparte
- Jozef Luns
- Jozef Mage
- Jozef Magé
- Jozef Majoros
- Jozef Majoroš
- Jozef Mannaerts
- Jozef Maria Augustinus Verschueren
- Jozef Maria Bochenski
- Jozef Maria Escriva
- Jozef Maria Escrivá
- Jozef Maria Heusschen
- Jozef Maria Laurens Theo Cals
- Jozef Maria Pignatelli
- Jozef Maria Punt
- Jozef Marianus Punt
- Jozef Marie Mathias Ritzen
- Jozef Massy
- Jozef Masure
- Jozef Masurebrug
- Jozef Mees
- Jozef Meganck
- Jozef Mehoffer
- Jozef Mellaerts
- Jozef Mengal
- Jozef Mengele
- Jozef Mensalt
- Jozef Mermans
- Jozef Mertens
- Jozef Middeleer
- Jozef Moerenhout
- Jozef Moerenhout (kunstschilder)
- Jozef Mullie
- Jozef Muls
- Jozef Möller
- Jozef Nachtergaele
- Jozef Napoleon
- Jozef Napoleon Bonaparte
- Jozef Nasi
- Jozef Nassief
- Jozef Nassief Bersaowi
- Jozef Nassief Bersawi
- Jozef Nellens
- Jozef Nolet
- Jozef Nolf
- Jozef Noterdaeme
- Jozef Nuttin
- Jozef Nys
- Jozef Olaerts
- Jozef Oleksy
- Jozef Oostfries
- Jozef Ostyn
- Jozef Pacolet
- Jozef Pankiewicz
- Jozef Pauly
- Jozef Pauwels
- Jozef Peeters
- Jozef Peeters (Steendorp)
- Jozef Peeters (burgemeester)
- Jozef Peeters (kunstenaar)
- Jozef Peeters (musicus)
- Jozef Peeters (ontvoerder)
- Jozef Peeters (politicus)
- Jozef Penninck
- Jozef Philipoom
- Jozef Piedfort
- Jozef Pieters
- Jozef Pignatelli
- Jozef Pilsudski
- Jozef Pisar
- Jozef Pisár
- Jozef Planckaert
- Jozef Plateau
- Jozef Poniatowski
- Jozef Posson
- Jozef Pribilinec
- Jozef Punt
- Jozef Qajjafa
- Jozef Raskin
- Jozef Razowski

- Josef
- Josef Albers
- Josef Allen Hynek
- Josef Anton Bruckner
- Josef Anton Fassler
- Josef Anton Fässler
- Josef Anton Schobinger
- Josef Aschbacher
- Josef August Schultes
- Josef Bachmann
- Josef Bautz GmbH
- Josef Bayer
- Josef Bednarski
- Josef Bem
- Josef Bem (trein)
- Josef Benz
- Josef Beran
- Josef Bernhard Knumann
- Josef Bernhard Knümann
- Josef Bican
- Josef Bloesche
- Josef Blosche
- Josef Blösche
- Josef Boey
- Josef Bohuslav Foerster
- Josef Breitenbach
- Josef Brems
- Josef Breuer
- Josef Brodsky
- Josef Bucheler
- Josef Bucher
- Josef Buecheler
- Josef Buehler
- Josef Buhler
- Josef Bursik
- Josef Bücheler
- Josef Bühler
- Josef Bürckel
- Josef Cada
- Josef Clemens Maurer
- Josef Cohen
- Josef Czada
- Josef Damánski
- Josef Diamand
- Josef Diefenthal
- Josef Dietrich
- Josef Dittli
- Josef Dominik Skroup
- Josef Dominik Škroup
- Josef Eduard Ploner
- Josef Erber
- Josef Escher
- Josef Estermann
- Josef F.
- Josef Fanta
- Josef Feistmantl
- Josef Ferdinand
- Josef Ferdinand Arens
- Josef Ferdinand Norbert Seger
- Josef Ferdinand van Toscane
- Josef Ferstl
- Josef Fiala
- Josef Fischer
- Josef Fitzthum
- Josef Frank
- Josef Frank (Tsjecho-Slowaaks politicus)
- Josef Frank (architect)
- Josef František
- Josef Franz Karl Amrhyn
- Josef Franz Maria Hoffmann
- Josef Franz Wagner
- Josef Fritzl
- Josef Fuchs
- Josef Gabriel Rheinberger
- Josef Gangl
- Josef Ganz
- Josef Gesell
- Josef Glaser
- Josef Gocar
- Josef Goebbels
- Josef Gottlieb Kolreuter
- Josef Gottlieb Kölreuter
- Josef Gočár
- Josef Grohé
- Josef Groll
- Josef Grunthal
- Josef Grünthal
- Josef Hader
- Josef Harpe
- Josef Haydn
- Josef Hedinger
- Josef Hellmesberger
- Josef Hellmesberger jr.
- Josef Henggeler
- Josef Heral
- Josef Herberger
- Josef Heynckes
- Josef Hickersberger
- Josef Hoene-Wronski
- Josef Hoffmann
- Josef Holeček
- Josef Holzmann
- Josef Horesj
- Josef Houstek
- Josef Hromadka
- Josef Hromádka
- Josef Hubert von Neipperg
- Josef Hugo Dischner
- Josef Hušbauer
- Josef Hügi
- Josef Ignaz Julius Maria Schmutzer
- Josef Imbach
- Josef Jadassohn
- Josef Jahrmann
- Josef Kaczor
- Josef Kadraba
- Josef Kajetan Tyl
- Josef Kajetán Tyl
- Josef Kaluza
- Josef Kammhuber
- Josef Karl Richter
- Josef Keller
- Josef Kentenich
- Josef Klaus
- Josef Kleesattel
- Josef Klein
- Josef Klein-Wunderlich
- Josef Klicka I
- Josef Klicka II
- Josef Klička I
- Josef Klička II
- Josef Knebel
- Josef Kohout
- Josef Kolmas
- Josef Kolmaš
- Josef Kotay
- Josef Kral
- Josef Kramer
- Josef Krejci
- Josef Krips
- Josef Král
- Josef Král (componist)
- Josef Král (coureur)
- Josef Kuderna
- Josef Kvída
- Josef Kótay
- Josef Lada
- Josef Lanner
- Josef Lapid
- Josef Lassletzberger
- Josef Laßletzberger
- Josef Leipold
- Josef Leopold Vaclav Dukat
- Josef Leopold Václav Dukát
- Josef Lhevinne
- Josef Lhévinne
- Josef Liehmann
- Josef Louis Marinus van Uden
- Josef Ludvik Fischer
- Josef Ludwig Brems
- Josef Luns
- Josef Markovsky
- Josef Markovský
- Josef Marschang
- Josef Martinez
- Josef Martínez
- Josef Masopust
- Josef Matys
- Josef Mengele
- Josef Mengelen
- Josef Meyer
- Josef Meyer (Belgisch politicus)
- Josef Mislivecek
- Josef Misliwecek
- Josef Misliweczek
- Josef Moser
- Josef Moser (entomoloog)
- Josef Moser (priester)
- Josef Mous
- Josef Mulder
- Josef Muller
- Josef Myrow
- Josef Myslivecek
- Josef Mysliveček
- Josef Mysliweczek
- Josef Müller
- Josef Nadj
- Josef Nasi
- Josef Nassy
- Josef Neckermann
- Josef Nesvadba-Hamacek
- Josef Nesvadba-Hamáček
- Josef Neumayr
- Josef Newgarden
- Josef Oberhauser
- Josef Oostfries
- Josef Pavol Šafárik
- Josef Pecsi
- Josef Peruschitz
- Josef Peters
- Josef Picman
- Josef Pietschmann
- Josef Pignatelli
- Josef Pilsudski
- Josef Piontek
- Josef Pitschmann
- Josef Pičman
- Josef Plojhar
- Josef Plunkett
- Josef Polig
- Josef Poniatovski
- Josef Ponten
- Josef Potuznik
- Josef Potuźník
- Josef Potužník
- Josef Prichystal
- Josef Priller
- Josef Pröll
- Josef Puehringer
- Josef Puhringer
- Josef Pühringer
- Josef Radetzky
- Josef Radetzky von Radetz
- Josef Ratajczak
- Josef Ratzinger
- Josef Rehor
- Josef Reicha
- Josef Reichert
- Josef Reijnders
- Josef Rejcha
- Josef Richard Rozkosny
- Josef Richard Rozkošný
- Josef Riegler
- Josef Rixner
- Josef Roether
- Josef Rohrig
- Josef Rother
- Josef Rudolf Sawerthal
- Josef Röhrig
- Josef Röther
- Josef Salvat
- Josef Sangl
- Josef Sarig
- Josef Scaliger
- Josef Scheungraber
- Josef Schillinger
- Josef Schwammberger
- Josef Schwerzmann
- Josef Seidl
- Josef Shiloach
- Josef Skupa
- Josef Skvorecky
- Josef Slipyj
- Josef Sommer
- Josef Spirk
- Josef Stalder
- Josef Stalin
- Josef Stefan
- Josef Stiegler
- Josef Stoffel
- Josef Straub
- Josef Strauss
- Josef Strebinger
- Josef Striczl
- Josef Stritzl
- Josef Stubben
- Josef Stübben
- Josef Sudbrack
- Josef Suilen
- Josef Suk
- Josef Suk Museum
- Josef Szombathy
- Josef Tal
- Josef Taus
- Josef Terboven
- Josef Ternström
- Josef Thorak
- Josef Tiso
- Josef Tommy Lapid
- Josef Tosovsky
- Josef Tošovský
- Josef Triebensee
- Josef Ulrich
- Josef Vacenovsky
- Josef Vacenovský
- Josef Valcik
- Josef Valčík
- Josef Velenovský
- Josef Vrana
- Josef Weidenholzer
- Josef Weinheber
- Josef Wenzl
- Josef Wiedemann
- Josef Wilhelm
- Josef Wilhelm Klimesch
- Josef Winkler
- Josef Zasche
- Josef Zasche (architect)
- Josef Zemp
- Josef Zilliken
- Josef Zingerle
- Josef Zinnbauer
- Josef Zuth
- Josef Zürcher
- Josef d'Olne
- Josef de Dromenkoning
- Josef de Souza Dias
- Josef hedinger
- Josef van Schaik
- Josef van het Groenewoud
- Josef von Radowitz
- Josef von Sternberg
- Josef zawinul
- Josef Čada
- Josef Černý
- Josef Černý (wielrenner)
- Josef Řehoř
- Josef Škvorecký
- Josef Šural
- Josefa Escoda
- Josefa Idem
- Josefa Llanes
- Josefa Llanes-Escoda
- Josefa Llanes Escoda
- Josefa Menéndez
- Josefa Salas
- Josefa de Óbidos
- Josefien
- Josefin Arnell
- Josefin Asplund
- Josefin Lillhage
- Josefin Olsson
- Josefina
- Josefina Christina Luisinde Timmer
- Josefina Constantino
- Josefina Ferreira
- Josefina Pla
- Josefina Plá
- Josefina Sruoga
- Josefina Vazquez Mota
- Josefina Vázquez Mota
- Josefine Cronholm
- Josefine Hasbo
- Josefine Heinemann
- Josefine Mutzenbacher

- Joseph
- Joseph-Adrien Beeckman
- Joseph-Adrien Beeckman de Crayloo
- Joseph-Amand Passerat
- Joseph-Antoine de Crombrugghe de Picquendaele
- Joseph-Armand Bombardier
- Joseph-Augustin de Lichtervelde
- Joseph-Basile-Bernard Van Praet
- Joseph-Basile Van Praet
- Joseph-Benoit Suvee
- Joseph-Benoit Suvée
- Joseph-Benoît Suvée
- Joseph-Benoît de Loën d'Enschedé
- Joseph-Bernard van Caloen
- Joseph-Breitbach-Preis
- Joseph-Bruno Keingiaert de Gheluvelt
- Joseph-Brunon Alleweireldt
- Joseph-Charles-Anthelme Cassaignolles
- Joseph-Charles Lefebvre
- Joseph-Charles Lefèbvre
- Joseph-Charles de Patin
- Joseph-Charles della Faille de Leverghem
- Joseph-Charles van Ertborn
- Joseph-Chrétien Nicolié
- Joseph-David Buhl
- Joseph-Denis O'Sullivan
- Joseph-Desire Job
- Joseph-Desire Mobutu
- Joseph-Desire Moubutu
- Joseph-Desiré Job
- Joseph-Dominique d'Inguimbert
- Joseph-Désire Job
- Joseph-Désiré Job
- Joseph-Désiré Mobutu
- Joseph-Désiré Moubutu
- Joseph-Ernest Buschmann
- Joseph-Etienne Giraud
- Joseph-Eugene Szyfer
- Joseph-Eugène Szyfer
- Joseph-Ferdinand Morel
- Joseph-Ferdinand d'Aspremont Lynden
- Joseph-Francois-Antoine-Albert Bessemans
- Joseph-Francois Kluyskens
- Joseph-Francois Lambert
- Joseph-Francois Rabanis
- Joseph-Francois Snel
- Joseph-Francois Snell
- Joseph-François-Antoine-Albert Bessemans
- Joseph-François Ducq
- Joseph-François Gualtieri
- Joseph-François Kluyskens
- Joseph-François Lambert
- Joseph-François Michaud
- Joseph-François Rabanis
- Joseph-François Snel
- Joseph-François Snell
- Joseph-François de Lichtervelde
- Joseph-François de Neuf
- Joseph-Frederic-Benoit Charriere
- Joseph-Frédéric-Benoît Charrière
- Joseph-Gaspard van Delft
- Joseph-Germain Strock
- Joseph-Ghislain de Cartier d'Yves
- Joseph-Gislenus Canneel
- Joseph-Grégoire Boùùaert
- Joseph-Guichard Du Vernay
- Joseph-Guichard Duverney
- Joseph-Guillaume Camberlyn
- Joseph-Gérard Van Goolen
- Joseph-Hector Fiocco
- Joseph-Henri-Charles Muller
- Joseph-Henri Altes
- Joseph-Henri Altès
- Joseph-Henri Mees
- Joseph-Hippolyte Guibert
- Joseph-Hyacinthe Martini
- Joseph-Ignace Guillotin
- Joseph-Jacques Bonaert
- Joseph-Jacques de Knyff
- Joseph-Jean De Smet
- Joseph-Jean Merlot
- Joseph-Jean de Smet
- Joseph-Jean van Havre
- Joseph-Leonard de Bie
- Joseph-Louis Gay-Lussac
- Joseph-Louis Lagrange
- Joseph-Louis d'Orjo de Marchovelette
- Joseph-Louis de Snellinck de Betekom
- Joseph-Louis de Waha
- Joseph-Marie Jacquard
- Joseph-Marie Martin
- Joseph-Marie Trinh van-Can
- Joseph-Marie Trịnh Văn Căn
- Joseph-Marie de Maistre
- Joseph-Mathias de Hemricourt de Grunne
- Joseph-Michel van Praet
- Joseph-Nicolas Barbeau du Barran
- Joseph-Nicolas Delisle
- Joseph-Nicolas Robert-Fleury
- Joseph-Octave Delepierre
- Joseph-Olivier Andries
- Joseph-Philippe van der Stegen
- Joseph-Pierre Geelhand
- Joseph-Pierre Vialètes de Mortarieu
- Joseph-Samuel Farinet
- Joseph-Sebastien-Ghislain Dellafaille
- Joseph-Siffred Duplessis
- Joseph-Siffrein Duplessis
- Joseph-Stanislas Fleussu
- Joseph-Sébastien-Ghislain Dellafaille
- Joseph-Sébastien d'Hane de Stuyvenberghe
- Joseph-Théodore de Behault de Warelles
- Joseph-Émile Muller
- Joseph-Étienne Giraud
- Joseph: King of Dreams
- Joseph "Fighting Joe" Hooker
- Joseph (Oregon)
- Joseph (Romain Louis) Kerckhoffs
- Joseph (Utah)
- Joseph (bier)
- Joseph Abbeel
- Joseph Abeel
- Joseph Abelshausen
- Joseph Abiodun Adetiloye
- Joseph Acaba
- Joseph Achille Le Bel
- Joseph Achten
- Joseph Addison
- Joseph Addo
- Joseph Aghoghovbia
- Joseph Aidoo
- Joseph Aimé Michel Lievens
- Joseph Akl
- Joseph Akpala
- Joseph Alberdingk Thijm
- Joseph Albert Walker
- Joseph Alemany
- Joseph Alexandre Saint-Yves d'Alveydre
- Joseph Alexandre Saint-Yves d’Alveydre
- Joseph Alfidi
- Joseph Alfred Josephus Jitta
- Joseph Allard
- Joseph Allen
- Joseph Allen Maldonado-Passage
- Joseph Allijns
- Joseph Allison
- Joseph Alois Broger
- Joseph Alois Marie de Smedt
- Joseph Alois Ratzinger
- Joseph Alois Schumpeter
- Joseph Aloïs Marie de Smedt
- Joseph Alzin
- Joseph Amlong
- Joseph Amuzu
- Joseph Andre
- Joseph André
- Joseph André (architect)
- Joseph André (priester)
- Joseph Antoine Ferdinand Plateau
- Joseph Antoine Marie Hubert Luns
- Joseph Antoine Risso
- Joseph Anton Koch
- Joseph Anton Schneiderfranken
- Joseph Antonius Verheijen
- Joseph Antoon Couchet
- Joseph Aoun
- Joseph Apoux
- Joseph Arens
- Joseph Areruya
- Joseph Arrington
- Joseph Arthur de Gobineau
- Joseph Artot
- Joseph Asajiro Satowaki
- Joseph Ascher
- Joseph Ashbrook
- Joseph Asjiro Satowaki
- Joseph Asoka Nihal De Silva
- Joseph Asoka Nihal de Silva
- Joseph Aspdin
- Joseph Asselbergh
- Joseph Attamah
- Joseph August Schultes
- Joseph Augustus
- Joseph Augustus Seiss
- Joseph Austen Chamberlain
- Joseph Axters
- Joseph Azran
- Joseph B. Kershaw
- Joseph B. Strauss
- Joseph Babinski
- Joseph Baeck
- Joseph Baeckelmans
- Joseph Baert
- Joseph Baeten
- Joseph Balderrama
- Joseph Bamina
- Joseph Bampfield
- Joseph Banga Bane
- Joseph Banks
- Joseph Banks Rhine
- Joseph Bara
- Joseph Baras
- Joseph Barber Lightfoot
- Joseph Barbera
- Joseph Barcroft
- Joseph Barra
- Joseph Barth
- Joseph Barthel
- Joseph Bascourt
- Joseph Bastiné
- Joseph Baudrenghien
- Joseph Bauer
- Joseph Bazalgette
- Joseph Beal Steere
- Joseph Bech
- Joseph Bedier
- Joseph Beecham
- Joseph Beecken
- Joseph Beerli
- Joseph Begasse
- Joseph Beke
- Joseph Ben-David
- Joseph Benedictus de Loen d'Enschede
- Joseph Benedictus de Loën d'Enschede
- Joseph Benoit Suvee
- Joseph Benoit Suvée
- Joseph Benoit de Loen d'Enschede
- Joseph Benoît Suvée
- Joseph Benoît de Loën d'Enschede
- Joseph Bentz
- Joseph Berchtold
- Joseph Bergaigne
- Joseph Berger
- Joseph Berke
- Joseph Bernard
- Joseph Bernardin
- Joseph Bernardo
- Joseph Berryer
- Joseph Bertrand
- Joseph Beuys
- Joseph Biden
- Joseph Bidez
- Joseph Bienaime Caventou
- Joseph Bilczweski
- Joseph Billiau
- Joseph Biner
- Joseph Binvignat
- Joseph Bishara
- Joseph Bittremieux
- Joseph Biziyaremye
- Joseph Black
- Joseph Blackburne
- Joseph Blackmore
- Joseph Blaes
- Joseph Blatter
- Joseph Bodart
- Joseph Bodin de Boismortier
- Joseph Boeye
- Joseph Boeyé
- Joseph Bogaert
- Joseph Bohm
- Joseph Bollina
- Joseph Bologne
- Joseph Bologne Chevalier de Saint-George
- Joseph Bonaparte
- Joseph Bonaparte-golf
- Joseph Bonaparte Gulf
- Joseph Bondas
- Joseph Bonnet
- Joseph Borg
- Joseph Borguet
- Joseph Borremans
- Joseph Bouilly
- Joseph Boulogne Chevalier de Saint-George
- Joseph Boulogne Chevalier de Saint-Georges
- Joseph Bourdrez
- Joseph Boussinesq
- Joseph Bovy
- Joseph Bowie
- Joseph Bracops
- Joseph Brady
- Joseph Braet
- Joseph Bramah
- Joseph Brandes
- Joseph Brandès
- Joseph Breen
- Joseph Brincat
- Joseph Brincour
- Joseph Bringas
- Joseph Brodsky
- Joseph Browaeys
- Joseph Bruce Ismay
- Joseph Bruijning
- Joseph Bruseau de La Roche
- Joseph Bruyere
- Joseph Bruyère
- Joseph Brys
- Joseph Buffa
- Joseph Bukkens
- Joseph Buttler
- Joseph Buyse
- Joseph Byrd
- Joseph Bédier
- Joseph Böhm
- Joseph Bürckel
- Joseph C. McCanles
- Joseph C. Phillips jr.
- Joseph Cada
- Joseph Caillaux
- Joseph Callaerts
- Joseph Calleia
- Joseph Calleja
- Joseph Callens
- Joseph Cals
- Joseph Camille Schmit
- Joseph Campanella
- Joseph Campbell
- Joseph Cange
- Joseph Canteloube
- Joseph Cao
- Joseph Capgras
- Joseph Carel Frederik Willem Mesdach
- Joseph Carl Robnett Licklider
- Joseph Caron
- Joseph Cartagena
- Joseph Casier
- Joseph Caventou
- Joseph Cecchini
- Joseph Chamberlain
- Joseph Charles Hippolyte Crosse
- Joseph Charles Joubert de la Bastide
- Joseph Charles Philpot
- Joseph Charles Verstappen
- Joseph Charlier
- Joseph Chavarria
- Joseph Chavarría
- Joseph Chebet
- Joseph Cheek
- Joseph Cheeseman
- Joseph Choffat
- Joseph Clarke
- Joseph Clays
- Joseph Clep
- Joseph Cludts
- Joseph Clynmans

- Josif Berdijev
- Josif Dorfman
- Josifovius
- Josifovolygus

- Josip Baric
- Josip Barisic
- Josip Barić
- Josip Barišić
- Josip Basic
- Josip Bašić
- Josip Belušić
- Josip Bozanic
- Josip Bozanić
- Josip Brekalo
- Josip Broz
- Josip Broz Tito
- Josip Drmic
- Josip Drmić
- Josip Elez
- Josip Glasnović
- Josip Ilicic
- Josip Iličić
- Josip Iličič
- Josip Jelacic
- Josip Jelačić
- Josip Juraj Strossmayer Universiteit van Osijek
- Josip Juranović
- Josip Jurcic
- Josip Jurčič
- Josip Katalinski
- Josip Koninckx
- Josip Kuze
- Josip Kuže
- Josip Manolić
- Josip Mitrović
- Josip Mišić
- Josip Mohorovic
- Josip Mohorović
- Josip Murn
- Josip Nikolai Peruzovic
- Josip Nikolai Peruzović
- Josip Pagliaruzzi
- Josip Pivaric
- Josip Pivarić
- Josip Posavec
- Josip Radosevic
- Josip Radošević
- Josip Rumac
- Josip Simic
- Josip Simić
- Josip Simunic
- Josip Skoblar
- Josip Skoko
- Josip Stanišić
- Josip Stritar
- Josip Tadic
- Josip Tadić
- Josip Tito
- Josip Vidmar
- Josip Weber
- Josip Šimić
- Josip Šimunic
- Josip Šimunić
- Josip Šutalo
- Josipdol
- Josipovac Punitovacki
- Josipovac Punitovački
- Josipovo

- Jos
- Jos, het debiele ei
- Jos-Plateaustaalvink
- Jos-plateau
- Jos.M. Reynders
- Jos. Bascourt
- Jos. Bedaux
- Jos. Beltjens
- Jos. Cuypers
- Jos. E. Vogt
- Jos. Franssen
- Jos. Kurstjens
- Jos. M. Reynders
- Jos. Schrijnen
- Jos. Smits van Waesberghe
- Jos. Vogt
- Jos. Wielders
- Jos (Nigeria)
- Jos (serie)
- Jos (televisieserie)
- Jos Aartsen
- Jos Adams
- Jos Albert
- Jos Albertprijs
- Jos Alberts
- Jos Alberts (wielrenner, 1960)
- Jos Alberts (wielrenner, 1961)
- Jos Andriessen
- Jos Ansoms
- Jos Bascourt
- Jos Baudewijn
- Jos Bax
- Jos Bedaux
- Jos Beenhakkers
- Jos Beijer
- Jos Bekkers
- Jos Bergenhenegouwen
- Jos Bergman
- Jos Bex
- Jos Bijnen
- Jos Blersch
- Jos Blijlevens
- Jos Blockhuys
- Jos Bloemkolk
- Jos Bongers
- Jos Boomkamp
- Jos Boon
- Jos Boons
- Jos Bosmans
- Jos Bouveroux
- Jos Brabantstunnel
- Jos Brech
- Jos Breyre
- Jos Brink
- Jos Brink-prijs
- Jos Brink homo-emancipatieprijs
- Jos Broekx
- Jos Brummelhuis
- Jos Bruurs
- Jos Bruyere
- Jos Budie
- Jos Callaerts
- Jos Castenmiller
- Jos Ceyssens
- Jos Chabert
- Jos Claessens
- Jos Claessens (politicus)
- Jos Clauwers
- Jos Cleber
- Jos Cleber Orchestra
- Jos Clement
- Jos Cleymans
- Jos Clijsters
- Jos Cléber
- Jos Cléber Orchestra
- Jos Collignon
- Jos Compaan
- Jos Croin
- Jos Custers
- Jos Cuypers
- Jos D'Haese
- Jos D'hollander
- Jos Daemen
- Jos Daems
- Jos Daerden
- Jos Daman
- Jos De Bakker
- Jos De Bremaeker
- Jos De Cock
- Jos De Feyter
- Jos De Haes
- Jos De Hondt
- Jos De Kort
- Jos De Maegd
- Jos De Man
- Jos De Mey
- Jos De Meyer
- Jos De Saeger
- Jos De Seranno
- Jos De Smet
- Jos De Swerts
- Jos Debacker
- Jos Decock
- Jos Deenen
- Jos Delbeke
- Jos Deltrap
- Jos Deschoenmaecker
- Jos Diels
- Jos Dietrich
- Jos Dijkhuis
- Jos Dijkstra
- Jos Dirix
- Jos Dom
- Jos Donders
- Jos Donvil
- Jos Douma
- Jos Dupre
- Jos Dupré
- Jos E. Vogt
- Jos Eggink
- Jos Engelen
- Jos Engelen (natuurkundige)
- Jos Esterbecq
- Jos Everts
- Jos Feijtel
- Jos Frederiks
- Jos Frissen
- Jos Gamuela Ngamunguela
- Jos Geens
- Jos Gemmeke
- Jos Gemmeke (journalist)
- Jos Gemmekebrug
- Jos Geuens
- Jos Geukers
- Jos Geurts
- Jos Gevers
- Jos Geysels
- Jos Ghysen
- Jos Gielen
- Jos Gieskens
- Jos Grobben
- Jos Groen
- Jos Habets
- Jos Hachmang
- Jos Haex
- Jos Hakker
- Jos Hanniken
- Jos Harmelink
- Jos Hegener
- Jos Heijmans
- Jos Hendrickx
- Jos Hendriks
- Jos Hermans
- Jos Hermans (beeldhouwer)
- Jos Hermans (handschriftkundige)
- Jos Hermans (muziek)
- Jos Hermans (muzikant)
- Jos Hermens
- Jos Hermkes
- Jos Hessels
- Jos Heylen
- Jos Heyligen
- Jos Heymans
- Jos Hinsen
- Jos Ho Sack Wa
- Jos Hoevenaars
- Jos Hoevenaers
- Jos Hol
- Jos Hooiveld
- Jos Houben
- Jos Houben (Belgisch politicus)
- Jos Houben (Nederlands politicus)
- Jos Houweling
- Jos Huigsloot
- Jos Huypens
- Jos Huysmans
- Jos I Vranken
- Jos Jacobs
- Jos Janssen
- Jos Janssens
- Jos Janssens (politicus)
- Jos Janssens (wielrenner)
- Jos Jonker
- Jos Joosten
- Jos Kamphuys
- Jos Kapteyn
- Jos Kessels
- Jos Kessels (filosoof)
- Jos Klijnen
- Jos Klingen
- Jos Klinghoffer
- Jos Knaepen
- Jos Knaepen (fotograaf)
- Jos Koning
- Jos Kool
- Jos Koop
- Jos Kruisbergen
- Jos Kruit
- Jos Kuipers
- Jos Kunst
- Jos Lacroix
- Jos Lambrechts
- Jos Lammertink
- Jos Lansink
- Jos Lantmeeters
- Jos Laus
- Jos Leijdekkers
- Jos Lensink
- Jos Leonard
- Jos Lerinckx
- Jos Lescrauwaet
- Jos Leunissen
- Jos Lieckens
- Jos Liefrink
- Jos Limburg
- Jos Lindeboom
- Jos Louter
- Jos Luhukay
- Jos Lussenburg
- Jos Léonard
- Jos Maes
- Jos Margry
- Jos Martens
- Jos Mensalt
- Jos Moeke
- Jos Moerenhout
- Jos Molemans
- Jos Monballyu
- Jos Mous
- Jos Mulder-Gemmeke
- Jos Mullie
- Jos Muris
- Jos Narinx
- Jos Niesten
- Jos Nijhuis
- Jos Nijsmans
- Jos Nysmans
- Jos Oehlen
- Jos Orelio
- Jos Otterbeen
- Jos Overtoom
- Jos P.A.M. Kessels
- Jos Paardekooper
- Jos Palm
- Jos Peeters
- Jos Peeters (politicus)
- Jos Peeters (polticus)
- Jos Peeters (voetballer)
- Jos Pelgrims
- Jos Peltzer
- Jos Peltzer (voetballer, 1954)
- Jos Peltzer (voetballer, 1992)
- Jos Penninx
- Jos Philipsen
- Jos Pierreux
- Jos Pirkner
- Jos Planckaert
- Jos Polak
- Jos Pommer
- Jos Poortmans
- Jos Postmes
- Jos Pronk
- Jos Pronk (schaatser)
- Jos Pronk (wielrenner)
- Jos Punt
- Jos Ratinckx
- Jos Raymenants
- Jos Reveyn
- Jos Rijken
- Jos Robijn
- Jos Rombaux
- Jos Roossien
- Jos Roseboom
- Jos Rovers
- Jos Ruijs
- Jos Rutten
- Jos Schijvens
- Jos Schils
- Jos Schipper
- Jos Schmutzer
- Jos Schoeters
- Jos Schoubs
- Jos Schreurs
- Jos Schrijnen
- Jos Schroeder
- Jos Schurgers
- Jos Serluppens
- Jos Serrarens
- Jos Silvis
- Jos Simons
- Jos Simons (acteur)
- Jos Simons (voetballer)
- Jos Smeets
- Jos Smits
- Jos Smolderen
- Jos Smos
- Jos Sneyers
- Jos Snijders
- Jos Som
- Jos Spee
- Jos Spruyt
- Jos Staatsen
- Jos Stam
- Jos Stassen
- Jos Steen
- Jos Steenmeijer
- Jos Stelling
- Jos Stoffels
- Jos Stokkel
- Jos Strengholt
- Jos Strijkers
- Jos Suijkerbuijk
- Jos Sweens
- Jos Theuns
- Jos Thie
- Jos Thissen
- Jos Tijssen
- Jos Timmermans
- Jos Tonnaer
- Jos Trotteyn
- Jos Truyen
- Jos Vaessen
- Jos Vaessen(Belg)
- Jos Vaessen (Belgie)
- Jos Vaessen (België)
- Jos Valentijn
- Jos Van Aperen
- Jos Van Assche
- Jos Van Beeck
- Jos Van Cleemput
- Jos Van Den Abeele
- Jos Van Driessche
- Jos Van Elewyck
- Jos Van Eynde
- Jos Van Geel
- Jos Van Gorp
- Jos Van Immerseel
- Jos Van Ingelgem
- Jos Van Lancker
- Jos Van Limbergen
- Jos Van Looy
- Jos Van Looy (politicus)
- Jos Van Oosterwijck
- Jos Van Oosterwyck
- Jos Van Rickstal

- Jo
- Jo'bulani
- Jo'burg
- Jo's Streetparty
- Jo's Stuntvlieger
- Jo, Suus en Jocko
- Jo, Suus en Jokko
- Jo-Ann
- Jo-Anne Faull
- Jo-Annes de Bat
- Jo-El Azara
- Jo-Jo-haven
- Jo-Wilfried Tsonga
- Jo-ann Arupa
- JoAnn Dahlkoetter
- JoAnne Carner
- JoAnne Russell
- JoBeth Williams
- JoJo
- JoJo's Bizarre Adventure
- JoJo's Bizarre Adventure (computerspel)
- JoJo's Bizarre Adventure (doorverwijspagina)
- JoJo's Bizarre Adventure (manga)
- JoJo (zanger)
- JoJo Abrams
- JoJo Siwa
- JoJo kort
- JoWooD Productions
- JoWood Productions
- Jo (televisieserie)
- Jo (wapen)
- Jo Aleh
- Jo Almo
- Jo Anderson
- Jo Anemaet
- Jo Ann Pflug
- Jo Ann Robinson
- Jo Armeniox
- Jo Baars
- Jo Baer
- Jo Bauer-Stumpff
- Jo Behrens
- Jo Bench
- Jo Bernardo
- Jo Berrevoets
- Jo Bervoets
- Jo Besier
- Jo Blaauwgeers
- Jo Bocklandt
- Jo Boer
- Jo Boer (directeur opbouworgaan)
- Jo Boer (schrijfster)
- Jo Bogaert
- Jo Bonfrere
- Jo Bonfrère
- Jo Bonger
- Jo Bonnier
- Jo Bosma
- Jo Boss
- Jo Brand
- Jo Brandsma
- Jo Brouns
- Jo Budie
- Jo Buizer
- Jo Cals
- Jo Casselman
- Jo Christiaens
- Jo Claes
- Jo Coenen
- Jo Coenen Architects and Urbanists
- Jo Colruyt
- Jo Conjaerts
- Jo Coppens
- Jo Cornu
- Jo Cox
- Jo Coxplein
- Jo Crab
- Jo Crepain
- Jo Daan
- Jo Daemen
- Jo Dalmolen
- Jo Danville
- Jo Daviess County
- Jo Daviess County (Illinois)
- Jo De Caluwe
- Jo De Caluwé
- Jo De Clercq
- Jo De Cock
- Jo De Coninck
- Jo De Meyere
- Jo De Poorter
- Jo De Rijck
- Jo De Ro
- Jo Decaluwe
- Jo Delande
- Jo Delpire
- Jo Derksen
- Jo Diederen
- Jo Dingena
- Jo Durie
- Jo Dusseldorp
- Jo Einaar
- Jo Elbert
- Jo Ellis-Monaghan
- Jo Engelvaart
- Jo Erens
- Jo Esenkbrink
- Jo Eshuijs
- Jo Fijen
- Jo Fonck
- Jo Freeman
- Jo Frost
- Jo Gartner
- Jo Geleyns
- Jo Gerris
- Jo Gevers
- Jo Gijsen
- Jo Gijsen (kunstenaar)
- Jo Gilis
- Jo Gisekin
- Jo Goetzee
- Jo Govaerts
- Jo Haazen
- Jo Hansen
- Jo Heinsius
- Jo Hekster
- Jo Hendriks
- Jo Hens
- Jo Hoftijzer
- Jo Horn
- Jo Inge Berget
- Jo Ivens
- Jo Jackson
- Jo Jansen
- Jo Jansse
- Jo Janssen
- Jo Jo Gunne
- Jo Jo White
- Jo Johannis Dronkers
- Jo Johnson
- Jo Jole
- Jo Jones
- Jo Jorgensen
- Jo Juda
- Jo Jung-suk
- Jo Jurissen
- Jo Jurrissen
- Jo Kanazawa
- Jo Kelderman
- Jo Kiesanowski
- Jo Klaps
- Jo Klingers
- Jo Kluin
- Jo Knumann
- Jo Knümann
- Jo Kondo
- Jo Konta
- Jo Korver
- Jo Koster
- Jo Kruger
- Jo Körver
- Jo Landheer
- Jo Leemans
- Jo Leinen
- Jo Lemaire
- Jo Lemaire + Flouze
- Jo Lernout
- Jo Levels
- Jo Libeer
- Jo Limburg
- Jo Loffel
- Jo Lokerman
- Jo Löffel
- Jo Maas
- Jo Maes
- Jo Mallon
- Jo Malone London
- Jo Matti
- Jo Meynen
- Jo Moerman
- Jo Mommers
- Jo Mulder
- Jo Mulder (architect)
- Jo Mulder (musicus)
- Jo Mulkens
- Jo Mussert
- Jo Nabben
- Jo Nakajima
- Jo Nesbo
- Jo Nesbø
- Jo Ngay
- Jo Niemantsverdriet-Leenheer
- Jo Olde
- Jo Otten
- Jo Ouellet
- Jo Paerl
- Jo Pannaye
- Jo Partridge
- Jo Pavey
- Jo Pearl
- Jo Pepels
- Jo Pessink
- Jo Peters
- Jo Peters (voetballer)
- Jo Peters Poezieprijs
- Jo Peters Poëzieprijs
- Jo Piels
- Jo Planckaert
- Jo Privat
- Jo Quaden
- Jo Ramakers
- Jo Rens
- Jo Ritzen
- Jo Roepcke
- Jo Roepcke Award
- Jo Roets
- Jo Ropcke
- Jo Ropcke-award
- Jo Ropcke Award
- Jo Ropcke award
- Jo Ropcke prijs
- Jo Rutten
- Jo Röpcke
- Jo Röpcke-award
- Jo Röpcke Award
- Jo Röpcke award
- Jo Röpcke prijs
- Jo Schlesser
- Jo Schoepfer
- Jo Schopfer
- Jo Schot
- Jo Schouwenaar
- Jo Schouwenaar-Franssen
- Jo Schreve-IJzerman
- Jo Schrijnder
- Jo Schöpfer
- Jo Segers
- Jo Siffert
- Jo Simons
- Jo Sip
- Jo Smeets
- Jo Smeets (handbal)
- Jo Smeets (handballer)
- Jo Smeets (politicus)
- Jo Spier
- Jo Spiers
- Jo Stafford
- Jo Steenhuis
- Jo Sternheim
- Jo Stokvis
- Jo Stroomberg
- Jo Strumphler
- Jo Stumpff
- Jo Swinson
- Jo Tebak
- Jo Teenstra
- Jo Tessem
- Jo Teunissen-Waalboer
- Jo Teunnissen-Waalboer
- Jo Thijsse
- Jo Toennaer
- Jo Tollebeek
- Jo Turlings
- Jo Turlings (jr.)
- Jo Turlings (sr.)
- Jo Uiterwaal
- Jo Vally
- Jo Van Belle
- Jo Van Biesbroeck
- Jo Van Buggenhout
- Jo Van Daele
- Jo Van Damme
- Jo Van Decraen
- Jo Van Fleet
- Jo Van Overberghe
- Jo Vander Meylen
- Jo Vandeurzen
- Jo Vegter
- Jo Vermast
- Jo Vermeulen
- Jo Vermeulen (Voetballer)
- Jo Vermeulen (politicus)
- Jo Vermeulen (voetballer)
- Jo Vincent
- Jo Vischer Jr.
- Jo Vischer jr.
- Jo Vliex
- Jo Vlugter
- Jo Vondenhoff
- Jo Vonlanthen
- Jo Voskuil
- Jo Voskuil (kunstenaar)
- Jo Vrancken
- Jo Waalberg
- Jo Walhain
- Jo Walhout
- Jo Walton
- Jo Wang
- Jo Weil
- Jo Westerman
- Jo Wuethrich
- Jo Wuthrich
- Jo Wüthrich
- Jo Yeates
- Jo Ypma
- Jo Yu-ri
- Jo Zanders
- Jo Zeller Racing
- Jo Zwaan
- Jo claes
- Jo de Caluwe
- Jo de Cock Rouaan
- Jo de Haan
- Jo de Korte
- Jo de Leeuw
- Jo de Leeuw (burgemeester)
- Jo de Leeuw (voordrachtskunstenaar)
- Jo de Meyere
- Jo de Pelikaan
- Jo de Poorter
- Jo de Rijck
- Jo de Roo
- Jo de Rooroute
- Jo de Vogel
- Jo de Vries
- Jo de Wit
- Jo jackson
- Jo mama
- Jo met de Banjo
- Jo met de jojo
- Jo spier
- Jo toennaer
- Jo van Ammers-Kueller
- Jo van Ammers-Kuller
- Jo van Ammers-Küller
- Jo van Dijk
- Jo van Dorp-Ypma
- Jo van Egmond
- Jo van Gastel
- Jo van Ham
- Jo van Helden
- Jo van Heutsz
- Jo van Kampen
- Jo van Koeverden
- Jo van Lokven

- Jef
- Jef (lied)
- Jef Aerts
- Jef Alberts
- Jef Andries
- Jef Anthierens
- Jef Apers
- Jef Asselbergh
- Jef Baarts
- Jef Barzin
- Jef Beerten
- Jef Bertels
- Jef Blaaskop
- Jef Boeckx
- Jef Boudens
- Jef Bouwen
- Jef Braeckevelt
- Jef Bruyninckx
- Jef Burm
- Jef Cassiers
- Jef Ceulemans
- Jef Ceulemans (politicus)
- Jef Ceulemans (regisseur)
- Jef Claerhout
- Jef Cleeren
- Jef Coel
- Jef Colin
- Jef Colruyt
- Jef Contryn
- Jef Coolen
- Jef Cornelis
- Jef Courtens
- Jef Dauwe
- Jef DePaus
- Jef De Brock
- Jef De Pauw
- Jef De Pauw (1888)
- Jef De Pauw (1894)
- Jef De Pauw (Brussel)
- Jef De Ridder
- Jef De Smedt
- Jef Delen
- Jef Demedts
- Jef Demuysere
- Jef Denijn
- Jef Denyn
- Jef Denynplein
- Jef Depasse
- Jef Depasse Huisman
- Jef Depassé
- Jef Depassé Huisman
- Jef Dervaes
- Jef Desmedt
- Jef Deumens
- Jef Devriese
- Jef Devroe
- Jef Diederen
- Jef Diels
- Jef Dominicus
- Jef Dorpmans
- Jef Dutillieu
- Jef Elbers
- Jef Eygel
- Jef Foubert
- Jef François
- Jef Gabriels
- Jef Geeraerts
- Jef Gees
- Jef Geys
- Jef Hertoghs
- Jef Hinderdael
- Jef Hoogmartens
- Jef Houthuys
- Jef Huygh
- Jef Jacobs
- Jef Janssens
- Jef Jozef Verheyen
- Jef Judels
- Jef Jurion
- Jef Kersemans
- Jef Lahaye
- Jef Lambeaux
- Jef Lambrecht
- Jef Last
- Jef Lataster
- Jef Lawijt
- Jef Lee Johnson
- Jef Leempoels
- Jef Lekens
- Jef Lettens
- Jef Lieckens
- Jef Lysens
- Jef Maeijer
- Jef Maes
- Jef Maes (componist)
- Jef Martens
- Jef Martens (kunstenaar)
- Jef Maussen
- Jef Mergaert
- Jef Mermans
- Jef Mertens
- Jef Mewis
- Jef Moerenhout
- Jef Mol
- Jef Nachtergaele
- Jef Neve
- Jef Nolmans
- Jef Nuttin
- Jef Nys
- Jef Pedal
- Jef Peeters
- Jef Penders
- Jef Piedfort
- Jef Planckaert
- Jef Plasmans
- Jef Pleumeekers
- Jef Rademakers
- Jef Rademakers's Collection
- Jef Rademakers Collectie
- Jef Ramaekers
- Jef Raskin
- Jef Ravelingen
- Jef Ravelinghien
- Jef Ravelingien
- Jef Rens
- Jef Reynders
- Jef Roos
- Jef Rottiers
- Jef Scheirs
- Jef Scherens
- Jef Schils
- Jef Schipper
- Jef Schryvers
- Jef Segers
- Jef Sleeckx
- Jef Smeets
- Jef Spijkers
- Jef Spuisers
- Jef Tavernier
- Jef Thys
- Jef Tinel
- Jef Toune
- Jef Turf
- Jef Ulburghs
- Jef Vaes
- Jef Valkeniers
- Jef Van Bilsen
- Jef Van Bree
- Jef Van Camp
- Jef Van Campen
- Jef Van Damme
- Jef Van Den Bergh
- Jef Van Durme
- Jef Van Echelpoel
- Jef Van Extergem
- Jef Van Exterghem
- Jef Van Gool
- Jef Van Hoof
- Jef Van Hoof (componist)
- Jef Van Hoof (kunstschilder)
- Jef Van Linden
- Jef Van Linden (wielrenner)
- Jef Van Looy
- Jef Van Meirhaeghe
- Jef Van Tuerenhout
- Jef Van de Fackere
- Jef Van de Wiele
- Jef Van den Berg
- Jef Van den Bergh
- Jef Van den Eynde
- Jef Van der Jonckheyd
- Jef Van der Meulen
- Jef Van der Veken
- Jef Van der Veken (voetballer)
- Jef Van linden
- Jef Vandaele
- Jef Vande Fackere
- Jef Vandensande
- Jef Vanthournout
- Jef Verhelst
- Jef Verheyen
- Jef Vermassen
- Jef Vermeersch
- Jef Vermeiren
- Jef Vermeiren (componist)
- Jef Vermetten
- Jef Verschueren
- Jef Verwoert
- Jef Vliers
- Jef Vogels
- Jef Wauters
- Jef Wishaupt
- Jef Wolfs
- Jef aerts
- Jef courtens
- Jef de Jager
- Jef de Neeling
- Jef de Pauw
- Jef de Pauw (1888)
- Jef martens
- Jef nijs
- Jef sleeckx
- Jef van Bever
- Jef van Hoof
- Jef van Hoof (componist)
- Jef van Laar
- Jef van Tuerenhout
- Jef van Vliet
- Jef van de Vijver
- Jef van de Wiele
- Jef van den Eynde
- Jef van der Heijden
- Jef van der Heyden
- Jeff
- Jeff "Swampy" Marsh
- Jeff 'Tain' Watts
- Jeff (film)
- Jeff Abbott
- Jeff Adjei
- Jeff Agoos
- Jeff Ament
- Jeff Archibald
- Jeff Arnold
- Jeff Barry
- Jeff Bauer
- Jeff Beck
- Jeff Beck Group
- Jeff Berlin
- Jeff Bezos
- Jeff Bingaman
- Jeff Bodart
- Jeff Braun
- Jeff Bridges
- Jeff Broeckx
- Jeff Bronder
- Jeff Buckley
- Jeff Burton
- Jeff Byrd 500
- Jeff Callebaut
- Jeff Cascaro
- Jeff Chabot
- Jeff Chandler
- Jeff Chaz
- Jeff Clayton
- Jeff Clyne
- Jeff Coetzee
- Jeff Colby
- Jeff Conaway
- Jeff Corwin
- Jeff Cronenweth
- Jeff Cunningham
- Jeff Daly
- Jeff Daly (musicus)
- Jeff Daniel Phillips
- Jeff Daniels
- Jeff Danna
- Jeff Davis
- Jeff Davis County
- Jeff Davis County (Georgia)
- Jeff Davis County (Texas)
- Jeff Devlin
- Jeff Deyo
- Jeff Doucette
- Jeff Ducket
- Jeff Duckett
- Jeff Dunham
- Jeff Dunham: Arguing With Myself
- Jeff Dunham: Spark of Insanity
- Jeff Dunham: Very Special Christmas Special
- Jeff Emig
- Jeff Fabry
- Jeff Fahey
- Jeff Farrell
- Jeff Flake
- Jeff Float
- Jeff Fountain
- Jeff Foxworthy
- Jeff Franklin
- Jeff Galloway
- Jeff Garlin
- Jeff Gillooly
- Jeff Goldblum
- Jeff Gordon
- Jeff Green
- Jeff Hall
- Jeff Hamburg
- Jeff Hamilton
- Jeff Hanneman
- Jeff Hardeveld
- Jeff Hardy
- Jeff Hartwig
- Jeff Hawke
- Jeff Hawkes
- Jeff Healey
- Jeff Healey Band
- Jeff Heijne
- Jeff Henderson
- Jeff Hendrick
- Jeff Hephner
- Jeff Hoeyberghs
- Jeff Jarrett
- Jeff Kashiwa
- Jeff Katz
- Jeff Kenna
- Jeff Kinney
- Jeff Kitura
- Jeff Kober
- Jeff Koons
- Jeff Lang
- Jeff Larentowicz
- Jeff Lederer
- Jeff Lima
- Jeff Lindsay
- Jeff Lipkes
- Jeff Lisandro
- Jeff Loomis
- Jeff Louder
- Jeff Louis
- Jeff Luyten
- Jeff Lynne
- Jeff Mac Mootry
- Jeff Madsen
- Jeff Maggert
- Jeff Maleko
- Jeff Malone
- Jeff Mangum
- Jeff Marsh
- Jeff Martin
- Jeff Maxwell
- Jeff McCarthy
- Jeff Merkley
- Jeff Mermelstein
- Jeff Mills
- Jeff Minter
- Jeff Moss
- Jeff Mullins
- Jeff Nathanson
- Jeff Nichols
- Jeff Nolmans
- Jeff Noon
- Jeff Overton
- Jeff Palmer
- Jeff Parke
- Jeff Peeters
- Jeff Peeters (karateka)

- José
- José-Filipe Lima
- José-Luis Laguia
- José-Luis Rebollo
- José-Luis Rebollo Aguado
- José-Luis Rodriguez Zapatero
- José-Maria Jimenez
- José-Maria de Heredia
- José-Maria de Hérédia
- José (Herve)
- José (Zeca) Afonso
- José (plaats)
- José Abella
- José Abello Silva
- José Acasuso
- José Adolfo Macías Villamar
- José Adrian Bonilla
- José Adrián Bonilla
- José Aerts
- José Afonso
- José Aguilar
- José Aguilar (wielrenner)
- José Aguirre
- José Agustín Goytisolo
- José Agustín Goytisolo i Gay
- José Alamá Gil
- José Alberto Benitez
- José Alberto Benitez Roman
- José Alberto Benítez
- José Alberto Cañas
- José Alberto Cañas Ruiz-Herrera
- José Alberto Martinez
- José Alberto Martinez Trinidad
- José Alberto Martínez
- José Alberto Pina
- José Alberto Pina Picazo
- José Aldo
- José Alejandrino
- José Alemany
- José Alexandre Alves Lindo
- José Alexandre Gusmao
- José Alfredo Jiménez
- José Alfredo Jiménez Sandoval
- José Altafini
- José Altuve
- José Amavisca
- José Amoroso Filho
- José Andrade
- José Angel Gomez Gomez
- José Angel Gomez Marchante
- José Angel Gómez Marchante
- José Angel Lamas
- José Angel Murillo Arce
- José Angulo
- José Anigo
- José Anne de Molina
- José Antonio Abreu
- José Antonio Aguirre
- José Antonio Camacho
- José Antonio Carlos de Seixas
- José Antonio Carrasco
- José Antonio Chamot
- José Antonio Crespo
- José Antonio Crespo (politicoloog)
- José Antonio Delgado Villar
- José Antonio Enríquez Savignac
- José Antonio García Calvo
- José Antonio García Rabasco
- José Antonio Garrido
- José Antonio Garrido Lima
- José Antonio González
- José Antonio González Linares
- José Antonio Griñán Martínez
- José Antonio Hermida
- José Antonio Hermida Ramos
- José Antonio Kast
- José Antonio Lopez
- José Antonio López
- José Antonio Momeñe
- José Antonio Monago Terraza
- José Antonio Pecharroman
- José Antonio Pecharroman Fabian
- José Antonio Primo de Rivera
- José Antonio Primo de Rivera y Saénz de Heredia
- José Antonio Páez
- José Antonio Raón
- José Antonio Raón y Gutiérrez
- José Antonio Redondo
- José Antonio Redondo Ramos
- José Antonio Reyes
- José Antonio Rueda
- José Antonio Salcedo Ramírez
- José Antonio Salcedo Sanchez
- José Antonio Solano
- José António Carlos de Seixas
- José Antônio Martins Galvão
- José Aranguren
- José Argote
- José Arley Dinas
- José Arnáiz
- José Artigas
- José Arturo Alvarez Hernández
- José Arturo Álvarez Hernández
- José Augusto Brandão
- José Aurelio Suárez
- José Avelino
- José Azcona
- José Azcona del Hoyo
- José Azevedo
- José Azevedo Carvalho
- José Aznar
- José B. Laurel jr.
- José Bakero
- José Ballester
- José Ballivián
- José Ballivián (provincie)
- José Bandez
- José Bantug
- José Baptista Pinheiro de Azevedo
- José Barkero
- José Barreiro
- José Barroso
- José Basa
- José Basanta
- José Basco
- José Basco y Vargas
- José Batista Pinheiro de Azevedo
- José Been
- José Behra
- José Benitez
- José Bento Azevedo
- José Bento Azevedo Carvalho
- José Bernardino de Portugal e Castro
- José Beyaert
- José Bloemer
- José Boiteux
- José Boiteux (Santa Catarina)
- José Bonaparte
- José Bonifácio
- José Bonifácio (São Paulo)
- José Bordalás
- José Bosingwa
- José Bové
- José Brisart
- José Buitrago
- José Burgos
- José Bustamante y Rivero
- José Bustani
- José Butrón
- José C. Paz
- José C. Paz (Buenos Aires)
- José C. Paz (partido)
- José C. Valadés
- José Caancan
- José Callejón
- José Calvo Sotelo
- José Calzada
- José Calzada Rovirosa
- José Camacho
- José Caminero
- José Campana
- José Campaña
- José Canalejas
- José Canalejas (westernacteur)
- José Canastuj
- José Canastuj Calel
- José Candel
- José Canon
- José Cantico
- José Capablanca
- José Capricorne
- José Cardoso dos Ramos Cassandra
- José Cardozo
- José Carlos Amaral Vieira
- José Carlos Bauer
- José Carlos Fernandes
- José Carlos Fernandez
- José Carlos Fernández
- José Carlos Fernández (Boliviaans voetballer)
- José Carlos Fernández (Peruviaanse voetballer)
- José Carlos Fernández (Spaanse voetballer)
- José Carlos Ferreira Filho
- José Carlos Garcia Leal
- José Carlos Herrera
- José Carlos Mariategui
- José Carlos Mariátegui
- José Carlos Neves Fernandes
- José Carlos Pace
- José Carlos Prates Neves Fernandes
- José Carlos Schwarz
- José Carlos Serrão
- José Carlos Somoza
- José Carlos Tofolo Júnior
- José Carlos da Silva Lemos
- José Carlos de Mascarenhas Relvas
- José Carreras
- José Cassandra
- José Castelblanco
- José Castelli
- José Cayetano Julia Cegarra
- José Cañas
- José Cevallos
- José Cevallos Enríquez
- José Chamot
- José Chennaux
- José Cid
- José Cipriano Castro
- José Clemente Orozco
- José Cobo Cano
- José Colomer Fonts
- José Comblin
- José Constancia
- José Contreras
- José Corazón de Jesús
- José Coronado
- José Costa
- José Couceiro
- José Crescencio Poot
- José Crespo
- José Cristino Franco Ribate
- José Cruz Herrera
- José Cubero
- José Cubiles
- José Cutileiro
- José Cóceres
- José Damen
- José Daniel Ponce
- José Daras
- José David Canastuj
- José David Canastuj Calel
- José David Contreras
- José David de Gea
- José De Cauwer
- José De Peuter
- José Delaval
- José Delgado Guerra
- José Della Torre
- José Desiderio Valverde
- José Desmarets
- José Dias Ferreira
- José Dimitri Maconda
- José Diokno
- José Dirceu
- José Dolhem
- José Domingo Espinar
- José Domingues dos Santos
- José Dorado
- José Doreste
- José Doroteo Arango Arámbula
- José Duarte
- José Duarte Filho
- José Durao Barroso
- José Echegaray
- José Echegaray Y Eizaguirre
- José Echegaray y Eizaguirre
- José Edmílson
- José Edmílson Gomes de Moraes
- José Eduardo Agualusa
- José Eduardo Bours Castelo
- José Eduardo Cardozo
- José Eduardo Martins Cardozo
- José Eduardo Robinson Bours Castelo
- José Eduardo Rosa
- José Eduardo Rosa (Zé Castro)
- José Eduardo de Araújo
- José Eduardo dos Santos
- José Efrain Rios Montt
- José Efraín Ríos Montt
- José Elias de Negri
- José Eloy Alfaro Delgado
- José Elpsys Espinal
- José Elpys Espinal
- José Ely de Miranda
- José Elías Balmaceda
- José Elías Balmaceda Fernández
- José Elías de Negri
- José Emilio Amavisca
- José Emilio Guerra
- José Enrique
- José Enrique Balmaceda Toro
- José Enrique Balmaceda de Toro
- José Enrique Gutiérrez
- José Enrique Gutiérrez Cataluña
- José Enrique Sánchez
- José Erick Correa
- José Ernesto Díaz
- José Ernesto Sosa
- José Ernâni da Rosa
- José Escobar
- José Escuredo
- José Espinal
- José Esquivel
- José Eugenio Hernández
- José Eugenius van Beieren en Bourbon
- José Eulogio Gárate
- José Eulogio Gárate Ormaechea
- José F. Gómez
- José Feliciano
- José Felipe Márquez Cañizales
- José Fernandes
- José Fernando Bonaparte
- José Fernando Guerrero
- José Fernando Marqués Martín
- José Fernando Santa
- José Fernando Viana de Santana
- José Fernando de Abascal
- José Fernández Torres
- José Ferraz de Almeida Júnior
- José Ferreira Franco
- José Ferreira Nadson
- José Ferreira Neto
- José Ferrer
- José Ferriz Llorens
- José Figueres Ferrer
- José Filho Duarte
- José Fontaine
- José Fonte
- José Fontán
- José Fortes Rodriguez
- José Francisco Fonseca
- José Francisco Grao García
- José Francisco Molina
- José Francisco Molina Pérez
- José Francisco Molina Pérez (componist)
- José Francisco Morazán Quezada
- José Francisco Orozco y Jiménez
- José Francisco Porras
- José Francisco Robles Ortega
- José Francisco Ruiz Massieu
- José Francisco Torres
- José Francisco Vergara
- José Francisco Vergara Etchevers
- José Francisco de Obando
- José Francisco de Obando y Solís
- José Franco
- José Franco Ribate
- José Fransisco Morazán
- José Freire Falcão
- José Froilán González
- José Fructuoso Rivera
- José Fuenzalida
- José Fábio Santos de Oliveira
- José Félix Benito Uriburu
- José Félix Parra
- José Félix Ribas

- Giuseppe
- Giuseppe-Hilarion Abela
- Giuseppe-Meazza-stadion
- Giuseppe (Gioseffo) Francesco Gaspasre Melchiorre Baldassarre Sammartini
- Giuseppe Abbagnale
- Giuseppe Abbati
- Giuseppe Acerbi
- Giuseppe Adami
- Giuseppe Airoldi
- Giuseppe Alessandro Ferruccio Tartini
- Giuseppe Amisani
- Giuseppe Amorelli
- Giuseppe Andaloro
- Giuseppe Andrich
- Giuseppe Antonio Bernabei
- Giuseppe Antonio Brescianello
- Giuseppe Antonio Ferretto
- Giuseppe Antonio Guarneri
- Giuseppe Antonio Panico
- Giuseppe Arcimboldo
- Giuseppe Arconati-Visconti
- Giuseppe Arconati Visconti
- Giuseppe Asclepi
- Giuseppe Atzeni
- Giuseppe Azzini
- Giuseppe Baldassarre Sammartini
- Giuseppe Baldo
- Giuseppe Balsamo
- Giuseppe Baresi
- Giuseppe Bartolozzi
- Giuseppe Bastianini
- Giuseppe Beghetto
- Giuseppe Bellusci
- Giuseppe Beltrami
- Giuseppe Benedetto Cottolengo
- Giuseppe Benedetto Dusmet
- Giuseppe Bergomi
- Giuseppe Bernini
- Giuseppe Bertello
- Giuseppe Berto
- Giuseppe Betori
- Giuseppe Biava
- Giuseppe Borsalino
- Giuseppe Bossi
- Giuseppe Botazzi
- Giuseppe Bottai
- Giuseppe Buttà
- Giuseppe Cafasso
- Giuseppe Calcaterra
- Giuseppe Cali
- Giuseppe Callegari
- Giuseppe Canale
- Giuseppe Caprio
- Giuseppe Carlone
- Giuseppe Carnazza Puglisi
- Giuseppe Caron
- Giuseppe Casari
- Giuseppe Caselli
- Giuseppe Casoria
- Giuseppe Castiglione
- Giuseppe Chiapparo
- Giuseppe Cianciafara
- Giuseppe Cipriani
- Giuseppe Ciro
- Giuseppe Cirò
- Giuseppe Citterio
- Giuseppe Colnago
- Giuseppe Colombo
- Giuseppe Conte
- Giuseppe Corsi
- Giuseppe Corsi da Celano
- Giuseppe Crespi
- Giuseppe D'Altrui
- Giuseppe D'Urso
- Giuseppe Dalla Torre del Tempio di Sanguinetto
- Giuseppe Dalla Torre del Tempio di Sanguinetto (1885-1967)
- Giuseppe Dalla Torre del Tempio di Sanguinetto (1943)
- Giuseppe Dalla Torre del Tempio di Sanguinetto (1943-2020)
- Giuseppe Dalla Torre del Tiempo di Sanguinetto
- Giuseppe Dalla Torre del Tiempo di Sanguinetto (1885-1967)
- Giuseppe Dalla Torre del Tiempo di Sanguinetto (1943)
- Giuseppe De Nittis
- Giuseppe De Notaris
- Giuseppe De Santis
- Giuseppe Delfino
- Giuseppe DiGrande
- Giuseppe Di Capua
- Giuseppe Di Grande
- Giuseppe Di Stefano
- Giuseppe Diana
- Giuseppe Domenichelli
- Giuseppe Domenico Botto
- Giuseppe Donizetti
- Giuseppe Donizetti Pasa
- Giuseppe Donizetti Pasha
- Giuseppe Dordoni
- Giuseppe Dossena
- Giuseppe Dottore
- Giuseppe Emanuele Ortolani
- Giuseppe Enrici
- Giuseppe Fallarini
- Giuseppe Fanelli
- Giuseppe Farina
- Giuseppe Favalli
- Giuseppe Ferlini
- Giuseppe Fietta
- Giuseppe Fiorenza
- Giuseppe Fonzi
- Giuseppe Francesco Borri
- Giuseppe Gabriel Balsamo-Crivelli
- Giuseppe Gamba
- Giuseppe Garibaldi
- Giuseppe Garibaldi (C 551)
- Giuseppe Garibaldi (doorverwijspagina)
- Giuseppe Garibaldi (hoofdbetekenis)
- Giuseppe Garibaldi II
- Giuseppe Garibaldi Trophy
- Giuseppe Garibaldi jr.
- Giuseppe Gariboldi
- Giuseppe Gazzaniga
- Giuseppe Gentile
- Giuseppe Giannini
- Giuseppe Giannini (voetballer)
- Giuseppe Gibilisco
- Giuseppe Giordani
- Giuseppe Giovanelli
- Giuseppe Giovanni Battista Guarneri
- Giuseppe Giovanni Battista Guarnieri
- Giuseppe Gola
- Giuseppe Graglia
- Giuseppe Guadagnini
- Giuseppe Guerini
- Giuseppe Guttoveggio
- Giuseppe Iachini
- Giuseppe Impastato
- Giuseppe Lattanzi
- Giuseppe Lepori
- Giuseppe Lotario
- Giuseppe Luigi Trevisanato
- Giuseppe Macchiotti
- Giuseppe Maddaloni
- Giuseppe Manente
- Giuseppe Maria Bernini
- Giuseppe Maria Cambini
- Giuseppe Maria Capodieci
- Giuseppe Maria Crespi
- Giuseppe Maria Ercolani
- Giuseppe Maria Gioacchino Cambini
- Giuseppe Maria Giocchino Cambini
- Giuseppe Maria Jacchini
- Giuseppe Maria Maragioglio
- Giuseppe Maria Pignatelli
- Giuseppe Maria Sensi
- Giuseppe Mariani
- Giuseppe Mariani (1840-1904)
- Giuseppe Mariani (1898-1982)
- Giuseppe Martano
- Giuseppe Martinelli
- Giuseppe Martini
- Giuseppe Martino
- Giuseppe Martino (wielrenner)
- Giuseppe Martucci
- Giuseppe Marzotto
- Giuseppe Masseria
- Giuseppe Materazzi
- Giuseppe Matteo Alberti
- Giuseppe Mazzarelli
- Giuseppe Mazzini
- Giuseppe Meazza
- Giuseppe Melchiorre Sarto
- Giuseppe Mercalli
- Giuseppe Merisi
- Giuseppe Merosi
- Giuseppe Mezzofanti
- Giuseppe Minardi
- Giuseppe Moioli
- Giuseppe Moleti
- Giuseppe Moletti
- Giuseppe Molteni
- Giuseppe Morello
- Giuseppe Mori
- Giuseppe Moscati
- Giuseppe Motta
- Giuseppe Muraglia
- Giuseppe Myslivecek
- Giuseppe Mysliveček
- Giuseppe Natoli
- Giuseppe Natoli Gongora
- Giuseppe Nicola Nasini
- Giuseppe Nobili
- Giuseppe Occhialini
- Giuseppe Olivadoti jr.
- Giuseppe Olivieri
- Giuseppe Olmo
- Giuseppe Ottavio Pitoni
- Giuseppe Palumbo
- Giuseppe Pancaro
- Giuseppe Pancera
- Giuseppe Pando
- Giuseppe Panico
- Giuseppe Papalia
- Giuseppe Paris
- Giuseppe Pasotto
- Giuseppe Paupini
- Giuseppe Peano
- Giuseppe Pecci
- Giuseppe Pecci (1776-1855)
- Giuseppe Pecci (1807-1890)
- Giuseppe Pella
- Giuseppe Pelosi
- Giuseppe Penitz
- Giuseppe Penone
- Giuseppe Petito
- Giuseppe Petrilli
- Giuseppe Petrocchi
- Giuseppe Pezzella
- Giuseppe Piantoni
- Giuseppe Piazzi
- Giuseppe Piccioni
- Giuseppe Pisanu
- Giuseppe Pizzardo
- Giuseppe Platia
- Giuseppe Pozzobonelli
- Giuseppe Prestia
- Giuseppe Prisco
- Giuseppe Ravano
- Giuseppe Reina
- Giuseppe Renato Imperiali
- Giuseppe Riolo
- Giuseppe Rivabella
- Giuseppe Rossi
- Giuseppe Rossini
- Giuseppe Rotunno
- Giuseppe Roverso
- Giuseppe Rumore
- Giuseppe Sacconi
- Giuseppe Samartini
- Giuseppe Sammartini
- Giuseppe San Martini
- Giuseppe Saracco
- Giuseppe Saragat
- Giuseppe Saronni
- Giuseppe Sarti
- Giuseppe Saverio Poli
- Giuseppe Savoldi
- Giuseppe Schininà di Sant'Elia
- Giuseppe Schirò
- Giuseppe Signori
- Giuseppe Sinopoli
- Giuseppe Siri
- Giuseppe Spagnulo
- Giuseppe Spinelli
- Giuseppe St Martini
- Giuseppe Tacca
- Giuseppe Tartini
- Giuseppe Terragni
- Giuseppe Toaldo
- Giuseppe Tomasi di Lampedusa
- Giuseppe Torelli
- Giuseppe Torelli (componist)
- Giuseppe Tornatore
- Giuseppe Tovini
- Giuseppe Trautteur
- Giuseppe Tucci
- Giuseppe Ungaretti
- Giuseppe Valadier
- Giuseppe Valditara
- Giuseppe Valentini
- Giuseppe Valladier
- Giuseppe Vasi
- Giuseppe Venuti
- Giuseppe Verdi
- Giuseppe Veronese
- Giuseppe Versaldi
- Giuseppe Vitali
- Giuseppe Vives
- Giuseppe Zamboni
- Giuseppe Zamponi
- Giuseppe Zanardelli
- Giuseppe Zappella
- Giuseppe Zenti
- Giuseppe Zurria
- Giuseppe d'Altrui
- Giuseppe de Nittis
- Giuseppe de Ribera
- Giuseppe de Santis
- Giuseppe del Gesu
- Giuseppe del Gesù
- Giuseppe di Stefano
- Giuseppe kardinaal Siri
- Giuseppe kardinaal Spinelli

## Varianten

### In het Nederlands
- Jos, Jo
- Jef (meestal in Vlaanderen)
- Seppe
- Joep (De St. Joepmarkt op het patroonsfeest 19 maart is een jaarmarkt in Sittard)
- Joost
- Joeso
- Josse
- Sjef

### Vrouwelijke varianten
- Jos, Jo
- Jozefa, Josepha, Jozepha
- Joeséphine, Josephine, Jozefien, Fien

### Varianten in andere talen
- Hebreeuws: יוסי (Yossi - Israëlische roepnaam)
- Turks: Yusuf
- Arabisch: يوسف (Yoesoef)
- Catalaans: Josep
- Chinees:
  - Mandarijn pinyin: Yue se
- Duits: Sepp (Beierse vorm)[1]
- Frans: Joseph, José (archaïsch Frans)
- Engels: Joseph, Joe(y)
- Duits, Noors, Zweeds en Tsjechisch: Josef
- Esperanto: Jozefo
- Hongaars: József, Józséfa, Szefi
- Italiaans: Giuseppe
- Kroatisch: Josip, Sip, Joško
- Latijn: Josephus
- Maltees: Ġużeppi, Ġużè, Żeppi, Peppi
- Oekraïens: Yosyp
- Pools: Józef
- Russisch: Иосиф (Iosif), Осип (Osip)
- Servisch: Josif
- Sloveens en Pools: Jozef
- Spaans en Portugees: José, Pepe